# Günter Preuß (Schnitzer)
Günter Preuß (* 1930 in Chemnitz; † 13. Januar 1996) war ein deutscher Markscheider und Schnitzer aus dem sächsischen Erzgebirge.

## Leben
Günter Preuß wurde im sächsischen Chemnitz geboren und erlernte nach dem Schulbesuch den Beruf eines Maschinenschlossers. Ab 1950 war er als Bergmann für die SDAG Wismut tätig. Er besuchte die Bergbaufachschule, um sich zum Markscheider zu qualifizieren, da er sich speziell für Bergbau, Geologie und Mineralogie interessierte.
Aufgrund seiner künstlerischen Neigungen ging er 1964 an die Spezialschule für Malerei/Grafik, die er 1968 verließ, um sich als Zirkelleiter für Schnitzen/Holzgestaltung weiterzubilden. Gleichzeitig nahm er an einem Plastik- und Keramikzirkel teil. 1971 schloss er seine künstlerische Ausbildung ab.
Seit 1965 war er am Bezirkskabinett für Kulturarbeit Karl-Marx-Stadt als Fachmethodiker für Schnitzen, Plastik und Keramik tätig. Damals war beabsichtigt, im Siebenschlehener Pochwerk in Schneeberg (Erzgebirge) eine Ausbildungsstätte für erzgebirgische Volkskunst im Bezirk Karl-Marx-Stadt aufzubauen, an der Günter Preuß mitwirken sollte. Deshalb zog er 1970 nach Schneeberg um. 1974 erfolgte die Eröffnung jedoch mit verkleinertem Einzugsgebiet als Aus- und Weiterbildungsstätte „Bildnerisches Volksschaffen“ im Kreis Aue. Günter Preuß leitete an dieser Einrichtung vor allem die Schnitzlehrgänge und hatte dadurch bemerkenswerten Anteil an der Entwicklung des volkstümlichen Schnitzens im Westerzgebirge und Vogtland.
Ferner wirkte Günter Preuß im Bezirksfachausschuss Schnitzen/Holzgestaltung im Bezirk Karl-Marx-Stadt mit.
1990 wurde das Kreiskabinett für Kulturarbeit aufgelöst und Günter Preuß ging mit 60 Jahren in den Vorruhestand. In der folgenden Zeit wurde er im neugegründeten Interessenverein Basteln, Schnitzen, Holzgestalten aktiv.
Zu seinen Schülern zählt u. a. der Schnitzer Wolfgang Brückner (* 1951), Eibenstock.